# Sergeant Byrne of the Northwest Mounted Police
Sergeant Byrne of the Northwest Mounted Police (conosciuto anche con i titolo Sergeant Byrne of the N.W.M.P. o, semplicemente, Sergeant) è un cortometraggio muto del 1912 diretto da Colin Campbell.

## Produzione
Il film fu prodotto dalla Selig Polyscope Company.

## Distribuzione
Distribuito dalla General Film Company, il film - un cortometraggio di una bobina - uscì nelle sale cinematografiche statunitensi il 5 settembre 1912. Il 21 novembre di quello stesso anno, venne distribuito anche nel Regno Unito.